# Anthony Horgan
Pour les articles homonymes, voir Horgan.
Pas d'image ? Cliquez ici

a Compétitions nationales et continentales officielles uniquement.

b Matchs officiels uniquement.
Dernière mise à jour le 4 octobre 2022.
Anthony Horgan, est né le 15 novembre 1976 à Cork en Irlande. C’est un joueur de rugby à XV, maintenant à la retraite, qui a joué avec la province du Munster, évoluant au poste de trois-quarts aile (1,80 m et 89 kg). 

## Carrière
- 1997-2009  Munster

Il joue toute sa carrière avec la province du Munster en Coupe d'Europe (56 matchs et 12 essais) et en Celtic League.
Il détient pendant longtemps le record d'essais inscrits avec le Munster, avec 41 unités, avant de se faire dépasser par Simon Zebo en 2016.

## Palmarès
- Vainqueur de la Coupe d'Europe :  2006, 2008